# Corsicaanse parelmoervlinder
De Corsicaanse parelmoervlinder (Argynnis elisa) is een vlinder uit de familie Nymphalidae (Aurelia's), onderfamilie Heliconiinae. De wetenschappelijke naam is voor het eerst geldig gepubliceerd in 1823 door Jean-Baptiste Godart.
De spanwijdte is 45 tot 60 millimeter.
De soort komt voor op Corsica en Sardinië.
1. ↑  (en) Corsicaanse parelmoervlinder op de IUCN Red List of Threatened Species.